# کاراشا
کاراشا (به لاتین: Karasha) یک منطقهٔ مسکونی در روسیه است که در شهرستان لاکسکی واقع شده‌است.